# Pseudotriton
Pseudotriton är ett släkte av groddjur som ingår i familjen lunglösa salamandrar.
Dessa salamandrar förekommer i östra USA.
Arter enligt Catalogue of Life:
- Pseudotriton diastictus
- Pseudotriton montanus
- Pseudotriton ruber